# Friß den Staub von meinen Stiefeln
Friß den Staub von meinen Stiefeln (Originaltitel: Three Bullets… for a Long Gun) ist ein Western aus südafrikanischer Produktion, der formal deutlich vom Italowestern beeinflusst ist. Peter Henkel inszenierte das am 25. April 1975 erstmals in die Kinos des deutschsprachigen Raumes gelangte Werk.

## Handlung
Lucky Gomez erwartet seine Exekution vor einem Erschießungskommando. Im letzten Augenblick werden die Soldaten von einem Fremden getötet, der aus der Entfernung die Geschehnisse beobachtete. „Der Major“, wie er sich nennt, gibt dann Lucky die Gelegenheit, in einem von ihm überwachten Duell sich mit dem Offizier des Kommandos zu messen. Das Interesse des Majors liegt in der halben Schatzkarte, die der mexikanische Bandit Lucky mit sich führt und das Versteck des Goldes seines ermordeten Vaters zeigt. Verfolgt von Truppen bilden die beiden unterschiedlichen Männer eine Einheit, die sich in der Wüste gegen manche Gefahren erwehren muss und auf der Suche nach dem Schatz letztlich mit Gewandtheit und Ideenreichtum gegen alle Gegner erfolgreich bleibt.

## Kritik
„Western mit schleppender Handlung und vielen Härten, von Zynismus und Menschenverachtung geprägt.“